# Edward Stevens (Diplomat)
Edward Stevens (* 21. Februar 1754 in Antigua; † 26. September 1834) war ein amerikanischer Arzt und Diplomat. Er war ein enger Freund des amerikanischen Staatsmannes Alexander Hamilton.

## Familie
Stevens’ Geburtsdatum war mangels Aufzeichnungen unklar, wobei von Kristian Caroe das Jahr 1752 ohne  Quellenangabe in seinem Buch „Den danske lægestand, 1479–1900“ angegeben wurde, bis der Historiker Michael E. Newton zeitgenössische Aufzeichnungen über Stevens’ Geburtsort und -datum veröffentlichte.
Stevens war eines von fünf Kindern. Sein Vater, ein schottischer Kaufmann namens Thomas Stevens, sollte später Adoptivvater des verwaisten Alexander Hamilton werden. Stevens und Hamilton waren freundschaftlich verbunden und es bestand auch in späteren Jahren eine Korrespondenz.

## Ausbildung und Karriere
Stevens absolvierte 1774 das King’s College und segelte dann nach Großbritannien, um an der University of Edinburgh Medizin zu studieren. Er promovierte am 12. September 1777. Stevens’ Dissertation über Magenverdauung trug den Titel De alimentorum concoctione. Basierend auf dieser Arbeit, war er der erste Forscher, der menschliche Magensäfte isolierte. Seine Arbeit bestätigte die von René-Antoine Ferchault de Réaumur, der die Verdauungskraft von Magensäften zeigte und half, frühere Verdauungstheorien zu zerstreuen. Stevens’ Arbeit über die Verdauung hatte möglichen Einfluss auf die diesbezügliche Arbeit von Lazzaro Spallanzani.
Am 20. Januar 1776 wurde Stevens in die Royal Medical Society der Universität aufgenommen und war für das akademische Jahr 1779/1780 Präsident der Gesellschaft. Stevens führte experimentelle Untersuchungen zur Farbe des Blutes durch und erhielt einen Preis für seine Arbeit. Bis 1783 blieb er in Edinburgh und war in diesem Jahr einer der Mitgründer der Royal Society of Edinburgh.
Stevens kehrte 1783 nach Saint Croix zurück. Er arbeitete dort zehn Jahre lang als Arzt. Er pflegte seine Freundschaft mit Hamilton durch Korrespondenz.
1792, nach dem Tod seiner Frau Eleanora, beschloss Stevens, nach Nordamerika zu ziehen. Stevens hatte einen Umzug nach Guyana erwogen, aber William Thornton drängte ihn, sich für die Vereinigten Staaten zu entscheiden. 1792 heiratete Stevens Hester Kortright Amory. Stevens beendete seine zehnjährige Tätigkeit als Arzt in der Karibik und zog 1793 nach Philadelphia. Dort führte er eine Kontroverse mit Benjamin Rush über Methoden zur Behandlung eines Gelbfieberausbruchs. Alexander Hamilton und seine Frau Eliza kontrahierten die Krankheit, und Stevens behandelte sie mit Rinde, Wein und kalten Bädern – eine Behandlung, die einige Kontroversen hervorrief, da Stevens die von den meisten Ärzte empfohlene Behandlung verschmähte. Nach seiner Genesung wurde Hamilton ein Befürworter der Stevens-Methode: Stevens wurde am 18. April 1794 in die American Philosophical Society aufgenommen. Stevens’ Forschung zum Thema Verdauung beeinflusste möglicherweise  andere Forscher in Philadelphia, insbesondere John Richardson Young. 1795 wurde Stevens zum Professor am King’s College ernannt.
Über Stevens’ letzte Lebensjahre ist wenig bekannt. Zweieinhalb Monate lang, 1809–1810, während der britischen Besetzung der dänischen Antillen, war er Präsident von St. Croix. Er korrespondierte u. a. mit David Hosack.

## Ehrungen
Nach ihm benannt ist die Pflanzengattung Stevensia Poit. aus der Familie der Rötegewächse (Rubiaceae).